# Ligier JS2 R
Chronologie des modèles
Ligier JS2
La Ligier JS2 R est un modèle de voiture de course développé par le constructeur automobile français Ligier, lancé en 2018 à l’occasion du 50e anniversaire de la marque. Le « R » de son nom signifie Revival, en hommage à la Ligier JS2 qui s'était illustrée en terminant deuxième aux 24 Heures du Mans en 1975. Héritière spirituelle de la JS2, seule voiture Ligier à avoir remporté les 24 Heures du Mans en 1975 dans sa catégorie, la JS2 R s’inscrit dans la lignée des modèles de compétition emblématiques de la marque.
Inspirée des lignes de son aînée, la JS2 R est une voiture exclusivement conçue pour un usage sur circuit. Contrairement à de nombreux véhicules de série adaptés à la piste, elle a été pensée dès l’origine comme une authentique voiture de course. Accessible aux pilotes amateurs comme confirmés, elle se distingue par sa facilité de prise en main, sa robustesse et ses performances constantes.
Dotée d’une motorisation généreuse, la JS2 R offre une expérience de pilotage proche de celle des sport-prototypes, tout en maintenant des coûts d’exploitation maîtrisés : frais de roulage réduits, révisions espacées et mécanique simple d’entretien. Elle est homologable dans la catégorie FIA Free Formula Sports Cars (Groupe E) et intègre des équipements de sécurité de haut niveau.
La Ligier JS2 R est engagée dans plusieurs championnats européens et internationaux. Elle évolue notamment dans la Ligier European Series, une série monomarque regroupant les Ligier JS2 R et JS P4, ainsi que dans la Ligier JS Cup France. Elle est également éligible dans des compétitions telles que l’Ultimate Cup Series, le Britcar Endurance Championship, le Trophée Tourisme Endurance, la Coupe de France des Circuits, la Coupe de France de la Montagne, le Championnat de France FFSA Tourisme (TC), les FX Supersport Series, le Belcar (Belgique) et le CER (Espagne).
Grâce à un kit d’endurance spécifique, elle peut participer aux courses d’endurance de la 24H SERIES. Aux États-Unis, elle est engagée dans la Trans Am Series (catégorie SGT) et dans la Road Series américaine, aux côtés d’autres modèles issus de grands constructeurs de voitures de compétition.

## Championnats
En même temps que sa sortie, Ligier Automotive annonce la création de championnat monotype où elle sera engagée. Elle sera aussi engagée dans d'autres championnats comme les 24H series ou le championnat France de tourisme.
Liste des championnats:
- Ligier European Series 

- Ligier JS Cup France 

- Ligier JS Cup Italia 

- 24H Series en TCX 

-  TC France en GT Light

- Ultimate Cup Series 

- Trophée Tourisme Endurance

- Britcar Endurance Championship 

- FX GT4 Series

- Belcar

- Ligier JS Cup Italia 

- CER Espagne

-  Coupe de France des Circuits & Coupe de la France de la Montagne